# 中华人民共和国地理极点
以下为中华人民共和国地理极点列表。

## 中华人民共和国疆域四至
根据中华人民共和国自然资源部公告：

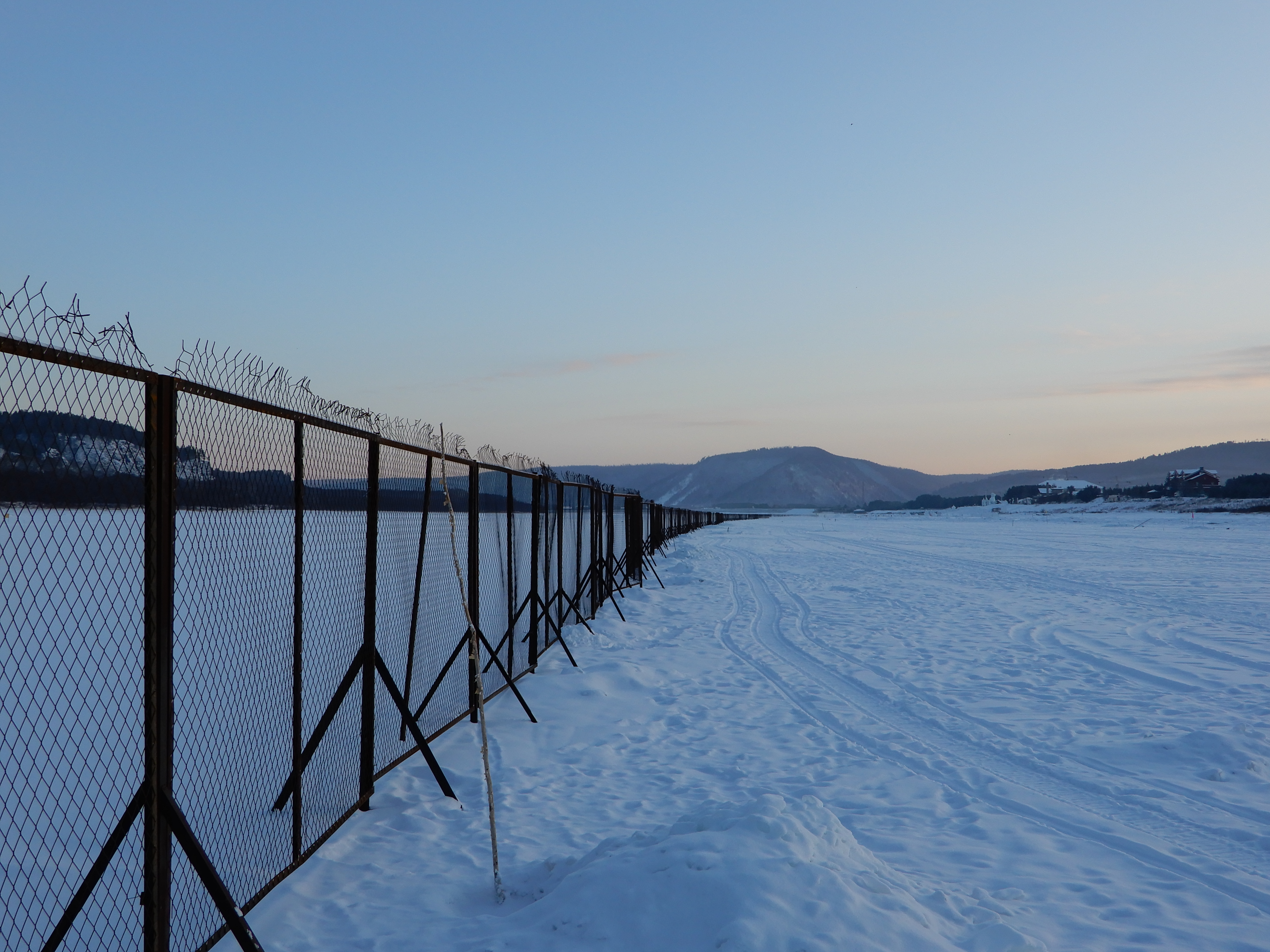
中国领土的最北端，冬季时由于黑龙江结冰人可行走至该处，栅栏对面为俄罗斯

- 最北端：黑龙江省大兴安岭地区漠河市以北黑龙江主航道中心线，53°33′N 123°16′E / 53.550°N 123.267°E；
- 最南端：海南省三沙市南沙区的南海海域，其中南沙群岛曾母暗沙附近的立地暗沙是中国領土主張的最南端，3°58′00″N 112°17′00″E / 3.96667°N 112.28333°E，实际管辖至华阳礁，8°53′0″N 112°51′5″E / 8.88333°N 112.85139°E；此外广东省徐闻县雷州半岛上的海安镇是中国大陆的最南端，20°14′N 109°56′E / 20.233°N 109.933°E；
- 最西端：帕米尔高原上新疆维吾尔自治区克孜勒苏柯尔克孜自治州阿克陶县境内与塔吉克斯坦接壤处，39°22′48″N 73°30′00″E / 39.38000°N 73.50000°E；
- 最东端：黑龙江省黑龙江与乌苏里江主航道中心线相交处。[2]

## 中华人民共和国地理极点
- 中华人民共和国与尼泊尔边境上喜马拉雅山的主峰珠穆朗玛峰是世界最高峰（海拔），海拔高度8848.86米。[3]
- 中亚地区的最低点位于新疆维吾尔族自治区吐鲁番市附近吐鲁番盆地内的艾丁湖，位于海平面以下154.31米[4]
- 西藏自治区拉萨市当雄县和那曲市班戈县之间的纳木错湖面海拔4718米，是世界海拔高度最高的咸水湖。[5]
- 西藏自治区阿里地区普兰县的玛旁雍错位于冈仁波齐峰东南20公里处，湖面海拔4588米，是世界最高的淡水湖。[6]
- 唐古拉山火车站位于青海省和西藏自治区边境的唐古拉山脉5068米处，是世界上最高的火车站。[7]
- 四川省甘孜藏族自治州的稻城亚丁机场是世界最高的民用机场，海拔高度4411米。[8]
- 世界上距离海洋最远的地点位于塔城地区和布克赛尔蒙古自治县境内的古尔班通古特沙漠中，距离新疆维吾尔族自治区首府乌鲁木齐320公里，距离最近的海岸线有2648公里，经纬度为：46°16.8′N 86°40.2′E / 46.2800°N 86.6700°E。

- 西藏自治区山南市浪卡子县的普玛江塘乡平均海拔5373米，是中国海拔最高的行政乡。

## 中华人民共和国铁路四至

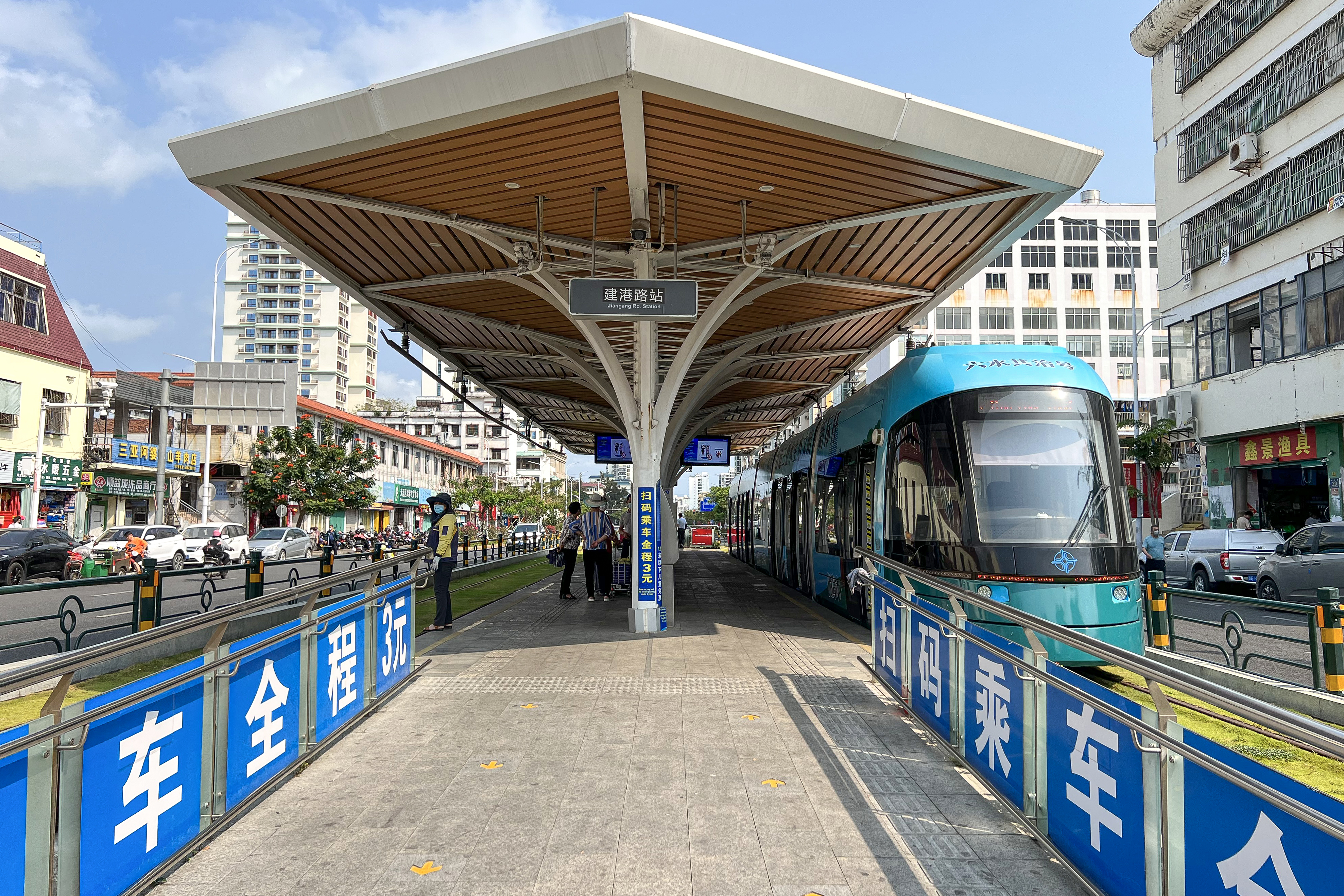
三亚有轨电车建港路站为中国所有轨道交通系统中最南端的车站

- 最北车站：黑龙江省大兴安岭地区漠河站，52°59′14″N 122°30′01″E / 52.98722°N 122.50028°E；
- 最南车站：海南省三亚市三亚站，18°15′09″N 109°29′51″E / 18.25250°N 109.49750°E，已不再使用的老三亞站位于其更南处）；
- 最西车站：新疆维吾尔自治区克孜勒苏柯尔克孜自治州阿克陶站，39°09′12″N 75°58′57″E / 39.15333°N 75.98250°E；
- 最东车站：黑龙江省佳木斯市抚远站，47°33′09″N 133°07′44″E / 47.55250°N 133.12889°E。

### 中国高速铁路网四至
- 最北车站：黑龙江省哈伊高速铁路伊春西站（建设中）；
- 最南车站：海南省海南环岛高速铁路三亚站；
- 最西车站：新疆维吾尔自治区兰新铁路第二双线乌鲁木齐站；
- 最东车站：黑龙江省牡佳高速铁路双鸭山西站；

### 国铁系统以外的城市轨道交通四至
- 最北车站：黑龙江省哈尔滨地铁2号线江北大学城站，45°52′19″N 126°32′15″E / 45.87194°N 126.53750°E；
- 最南车站：海南省三亚有轨电车建港路站，18°14′12.04″N 109°30′06.48″E / 18.2366778°N 109.5018000°E，目前为中华人民共和国包括国铁系统在内所有轨道交通系统中的最南端车站；
- 最西车站：新疆维吾尔自治区乌鲁木齐地铁1号线国际机场站，43°53′58″N 87°28′16″E / 43.89944°N 87.47111°E；
- 最东车站：黑龙江省哈尔滨地铁2号线气象台站，45°43′29.5″N 126°44′15″E / 45.724861°N 126.73750°E；